# Malovidy (Rataje nad Sázavou)
Malovidy (německy Malowid) jsou vesnice, část městyse Rataje nad Sázavou v okrese Kutná Hora. Nachází se asi 2,5 kilometru jihozápadně od Rataj nad Sázavou. Prochází tudy železniční trať Čerčany – Světlá nad Sázavou. Malovidy je také název katastrálního území o rozloze 3,86 km².

## Historie
První písemná zmínka o vesnici pochází z roku 1291.